# ТЕС Meghnaghat (Summit)
23°36′33″ пн. ш. 90°35′56″ сх. д. / 23.60917° пн. ш. 90.59889° сх. д.
ТЕС Meghnaghat (Summit) – теплова електростанція за два десятки кілометрів від південно-східної околиці Дакки, споруджена бангладеською компанією Summit Group. 
В 2014 – 2015 роках на майданчику станції став до ладу парогазовий блок комбінованого циклу потужністю 337 МВт, в якому дві газові турбіні живлять через відповідну кількість котлів-утилізаторів одну парову турбіну.  
Станція переважно споживає природний газ, який надходить по трубопроводу Бахрабад – Дакка. За необхідності вона також може використовувати нафтопродукти, при цьому потужність зменшується до 315 МВт.
Видача продукції відбувається по ЛЕП, розрахованій на роботу під напругою 230 кВ.
Можливо відзначити, що майданчик ТЕС Meghnaghat від Summit Group розташований на утвореному рукавами річки Мегхна острові, де створюється потужний електроенергетичний комплекс. В його складі вже працює ТЕС Meghnaghat компанії Pendekar Energy та планується зведення ще кількох парогазових електростанцій. Наразі на острові також розташовані орендовані потужності ТЕС Meghnaghat від державної BPDB.